# فرهاد دفتري
فرهاد دفتري (و. 1938 م) هو أكاديمي إيراني يعمل في معهد الدراسات الإسماعيلية.
درس في إيران والولايات المتحدة وأوروبا وحاز الدكتوراه من جامعة كاليفورنيا عام 1971 م. انتسب عام 1988 م إلى معهد الدراسات الإسماعيلية وهو محرّر في موسوعة إيرانيكا.

## آثاره
من آثاره التي نقلت إلى العربي:
- الإسماعيليون تاريخهم وعقائدهم - كامبردج 1990 م.
- خرافات الحشاشين: أساطير الإسماعيليين - لندن 1994 م.
- مختصر تاريخ الإسماعيليين - إدنبرة 1998 م.
- الأدب الإسماعيلي - لندن 2004 م.[1]
- معجم تاريخ الإسماعيلية - ترجمة سيف الدين القصير، لندن 2015 م.[2]